# Fátima Tardío Quiroga
Fátima Elva Tardío Quiroga (Bolivia, siglo XX) es una jurista y académica boliviana.

## Biografía
Nació en Bolivia. Hija única de un abogado y de una maestra. Desde pequeña acompañaba a su madre a la pequeña escuela rural donde daba clases en Tarabuco. 
Licenciada en Derecho en la Universidad de San Francisco Xavier, en el año 2004. Maestría en Derecho Civil en la Universidad Andina Simón Bolívar, en 2006. Máster oficial europeo en Derecho Patrimonial Privado en el mercado global obtenido en Sevilla, España, en 2011. Ha realizado varios cursos de alta especialización. Terminó el doctorado en Derecho y Ciencias Jurídicas en la Universidad Pablo de Olavide (Sevilla, España), en el año 2010,  con la tesis “El sistema económico en la Constitución boliviana”.

### Trayectoria profesional
Fue consultora para varios organismos internacionales. Formó parte de los procesos de formación en la Escuela de Jueces y la Escuela de Fiscales. Desde los 24 años, ejerció como docente de grado y postgrado de varias universidades en Bolivia, Colombia, y España. Optó al puesto de titular docente de derecho y obtuvo la plaza,  en la Universidad de San Francisco Xavier. En el año 2014 fue elegida para el cargo de directora de la carrera de derecho en la misma universidad. Siendo la primera primera mujer que logró este puesto desde que se fundó esta universidad en 1624.
En 2020 fue elegida decana de la facultad de derecho.  En 2022 accedió el cargo de rectora interina de la Universidad Mayor Real y Pontificia de San Francisco Xavier de Chuquisaca, en Sucre. En 2022 presentó su candidatura a vicerrectora; siendo la primera mujer que se presentaba a este puesto en esa universidad, pero no ganó las elecciones.